# Westermeier
Westermeier ist ein deutscher Familienname.

## Herkunft und Bedeutung
Westermeier ist eine Variante des Familiennamens Meier.

## Varianten
- Westermaier, Westermayer, Westermayr, Westermeyer, Westermeyr

## Namensträger
- Ben Westermeier (* 2003), deutscher Fußballspieler
- Daniel Westermeier (* 1981), deutscher Künstler, siehe Mr. Woodland
- Franz Bogislaus Westermeier (1773–1831), deutscher evangelischer Theologe
- Franz Emil Bogislaus Westermeier (1800–1870), deutscher evangelischer Theologe
- Gerhard Müller-Westermeier (* vor 1967), deutscher Meteorologe
- Paul Westermeier (1892–1972), deutscher Schauspieler
- Raphael Westermeier (* 1982), deutscher Schauspieler